# Восточный Эннеди
Восточный Эннеди (фр. Ennedi Est, араб. إنيدي الشرقية‎) — регион в Республике Чад. Создан 4 сентября 2012 года в ходе административной реформы Чада, в результате которой был разделён более крупный регион Эннеди. Административный центр — город Ам-Джерес.

## География
Регион расположен на северо-востоке страны, граничит c регионами Западный Эннеди на западе и Вади-Фера на юге, с ливийским муниципалитетом Эль-Куфра на севере и суданским вилайетом Северный Дарфур на востоке. На территории региона расположено горное плато Эннеди.

## Структурные подразделения
В состав региона входят 2 департамента:
- Ам-Джерес, состоит из 4 подпрефектур:
  - Ам-Джерес;
  - Бао-Билиа;
  - Каура;
  - Мурди-Джуна;
- Вади-Хавар, состоит из 2 подпрефектур:
  - Бае;
  - Бирдуани.

## Населённые пункты
- Бердоба
- Карна
- Урини